# Kenny Irons
Kenny Irons (Lutton, 17 de febrero de 1961 - Louth, 26 de junio de 1988) fue un piloto de motociclismo británico, que compitió en el Campeonato del Mundo de Motociclismo entre 1985 hasta su muerte en 1988.

## Carrera
Kenny Irons se proclamó campeón del Campeonato Amateur en 1984 con una RD350. Al año siguiente, disputará el Campeonato Superstock en 1985 acabando noveno y también haría una fugaz aparición en el Mundial al disputar Gran Premio de Gran Bretaña de 250cc con una Yamaha y terminando en undécima posición después de salir de la 26.ª posición. También anotará 2 puntos con un noveno lugar en la prueba británica de Donnington en el Campeonato Europeo. 
En 1986,  dio el salto a los 500cc con el equipo Loctite Yamaha. Finalizó la temporada con una decimonoveno lugar en la clasificación general del Mundial al disputar tres Grandes Premios con tres puntos en Gran Premio de Gran Bretaña. En 1987, se convierte en piloto oficial de Suzuki-Heron, teniendo como compañero a Kevin Schwantz. Ese año entra en cinco ocasiones entre los diez primeros y acaba la temporada en decimocuarto lugar.

## Muerte
Kenny Irons falleció en la vuelta de calentamiento previa a la carrera británica del Campeonato de Superstock británico en el parque Cadwell el 26 de junio de 1988. El accidente ocurrió cuando la moto del piloto Keith Huewen tuvo problemas de encendido y ralentizó la salida de Charlies hacia Park Straight. La moto de Irons golpeó la parte trasera de la de Huewen y salió despedido y cayendo por el costado de la pista. La máquina de Irons se deslizó por la pista fuera de peligro, pero otro piloto dejó escapar su máquina al intentar desacelerar y esta salió despedida contra Irons a bastante velocidad, lo que le causó lesiones fatales. Se cree que Kenny Irons todavía estaba vivo cuando lo llevaron al hospital aunque otras fuentes afirman que murió en el acto.

## Estadísticas de carrera

### Campeonato del Mundo de Motociclismo

#### Carreras por año
Sistema de puntos desde 1969 a 1987:
| Posición | 1.º | 2.º | 3.º | 4.º | 5.º | 6.º | 7.º | 8.º | 9.º | 10.º |
| Puntos   | 15  | 12  | 10  | 8   | 6   | 5   | 4   | 3   | 2   | 1    |

Sistema de puntos desde 1988 a 1992:
| Posición | 1.º | 2.º | 3.º | 4.º | 5.º | 6.º | 7.º | 8.º | 9.º | 10.º | 11.º | 12.º | 13.º | 14.º | 15.º |
| Puntos   | 20  | 17  | 15  | 13  | 11  | 10  | 9   | 8   | 7   | 6    | 5    | 4    | 3    | 2    | 1    |

(Carreras en negrita indica pole position, carreras en cursiva indica vuelta rápida)
| Año  | Categ. | Equipo | Moto    | 1       | 2       | 3     | 4       | 5       | 6     | 7       | 8      | 9      | 10      | 11      | 12    | 13    | 14    | Ptos. | Pos. |
| ---- | ------ | ------ | ------- | ------- | ------- | ----- | ------- | ------- | ----- | ------- | ------ | ------ | ------- | ------- | ----- | ----- | ----- | ----- | ---- |
| 1985 | 250cc  | Yamaha | RSA -   | SPA -   | GER -   | NAT - | AUT -   | YUG -   | NED - | BEL -   | FRA -  | GBR 11 | SWE -   | RSM -   |       |       |       | 0     | -    |
| 1986 | 500cc  | Yamaha | SPA -   | NAT -   | GER -   | AUT - | YUG -   | NED Ret | BEL - | FRA Ret | GBR 8  | SWE -  | RSM -   |         |       |       |       | 3     | 19.º |
| 1987 | 500cc  | Suzuki | JPN Ret | SPA Ret | GER Ret | NAT - | AUT Ret | YUG 10  | NED 8 | FRA 6   | GBR 10 | SWE 9  | CZE Ret | RSM Ret | POR - | BRA - | ARG - | 12    | 14.º |